# Fort du Salbert
Le fort du Salbert, appelé brièvement fort Lefebvre, a été construit entre 1874 et 1877.  C'est un ouvrage faisant partie des fortifications de l'Est de la France du type Séré de Rivières et faisant partie intégrante de la place forte de Belfort. Le site du fort a été utilisé par les militaires jusqu'en 1972.

## Le fort
Ce fort fait partie de la seconde ceinture fortifiée de Belfort, construite entre 5 et 6 kilomètres au-delà de la première ceinture datant des années 1820-1830-1840.
Il est situé au sommet d'une colline appelée le Salbert (commune de Belfort), à proximité de Belfort.
C'est en creusant pour extraire la pierre nécessaire à la construction du fort que les grottes de Cravanche ont été découvertes, le 2 mars 1876.
Après la crise de l'obus-torpille en 1885, les modernisations du fort se résument à quelques bétonnages au niveau des caponnières et à la création d'un abri-caverne, principalement.
Par le décret du 21 janvier 1887, le ministre de la Guerre Georges Boulanger renomme tous les forts, batteries et casernes avec les noms d'anciens chefs militaires. Pour le fort du Salbert, son « nom Boulanger » est  fort Lefebvre en référence au général de la Révolution et de l'Empire François Joseph Lefebvre.
À partir de 1893, ce fort fut relié à un certain nombre d'autres forts autour de Belfort grâce à un chemin de fer stratégique.
Ce fort fut équipé de deux postes optiques lui permettant de communiquer avec  la citadelle de Belfort et de nombreux forts voisins : Servance, Giromagny, Roppe, Mont Vaudois, Mont Bart, Le Lomont, ainsi qu'avec Chailluz (place de Besançon).
En 1917, pendant la Première Guerre mondiale, une « galerie de 17 » a été creusée. Percée dans le roc et non revêtue, elle relie la caponnière simple du saillant II à la caponnière double du saillant III puis rejoint le couloir du casernement. Un sas en béton avec porte métallique permet de fermer ce passage.

### Les combats de 1944
Le 19 novembre 1944, les Allemands occupent le fort et bloquent l'accès de la ville aux Alliés. Une attaque est montée contre lui : À la nuit, 1 500 hommes des Commandos d'Afrique, mitraillettes au poing, grenades à la ceinture, se glissent en file indienne dans la forêt du Salbert, supprimant silencieusement sur leur passage les postes de garde allemands.
Les fossés sont descendus à la corde, les remparts escaladés à l'aide d'échelles démontables. Après cinq heures de marche, sans avoir donné l'éveil à l'ennemi, la colonne surprend la garnison du fort et la maîtrise rapidement.
Le 20 novembre, au petit jour, dévalant les pentes du Salbert, les commandos, bientôt suivis des chars, pénètrent dans Belfort.
Après deux jours de combats de rues, la ville est libérée, le 22 novembre 1944.

### Le fort après la guerre
Le fort Lefebvre a perdu beaucoup de son aspect d'origine (de la fin du XIXe siècle) en raison de la création dans les années 1950 de l'Ouvrage « G » de la D.A.T. qui a nécessité une extension et modernisation de ses parties souterraines.
En juin 2016, une association belfortaine entreprend la réhabilitation de l'ouvrage G.

### Description

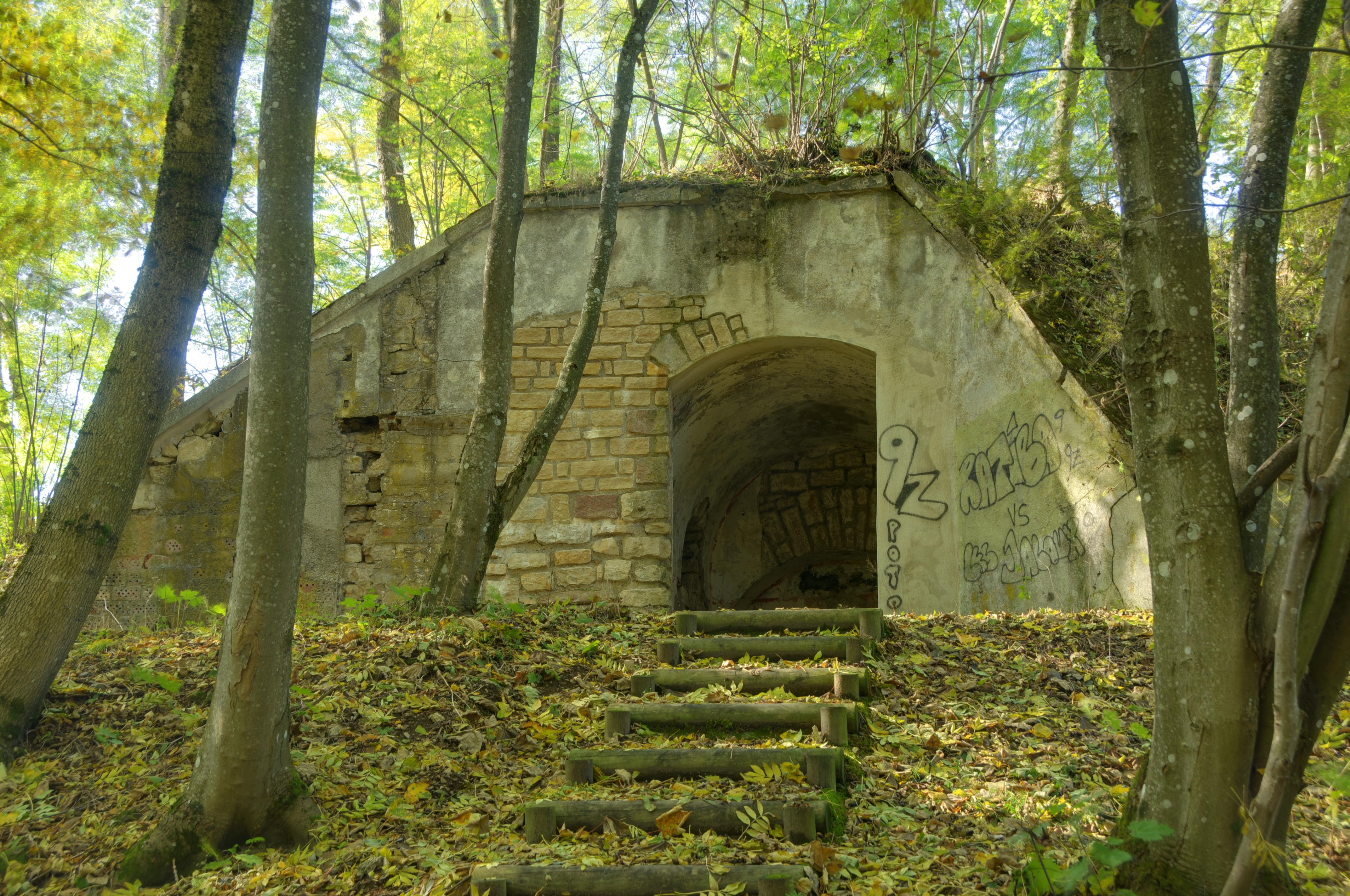
Un des deux postes optiques.
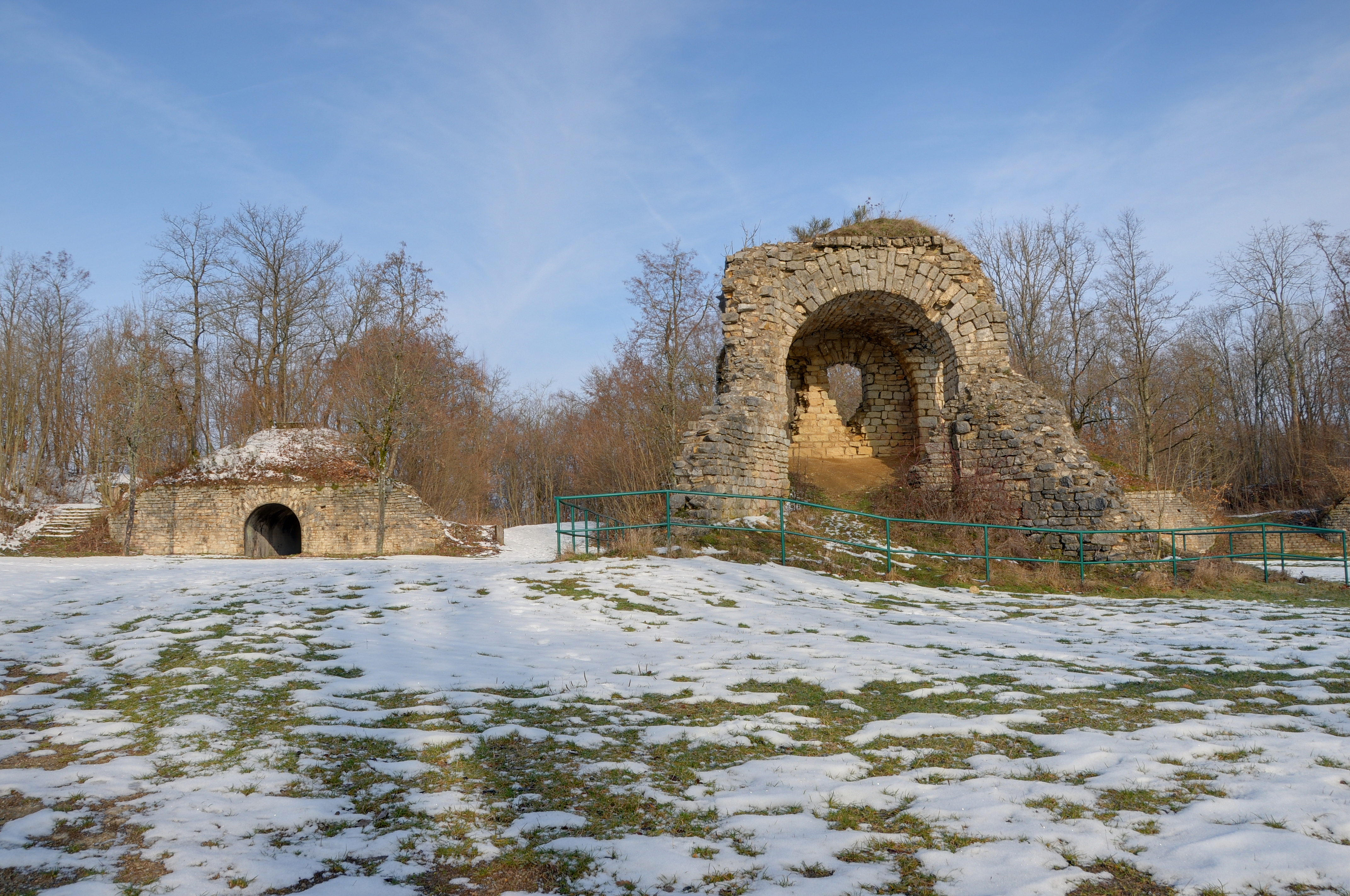
Le deuxième poste optique.
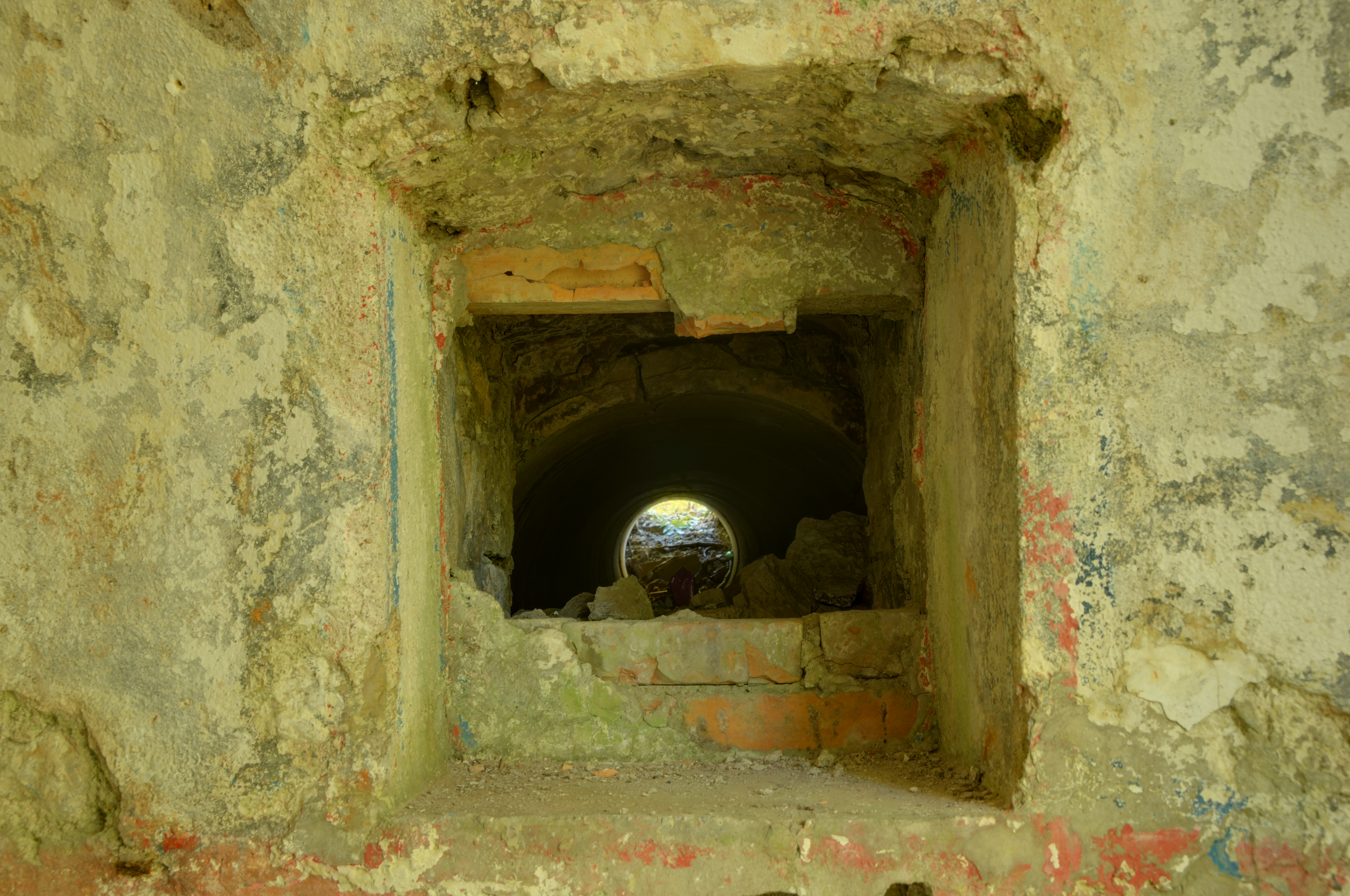
Détail d'un tube de communication du poste optique.
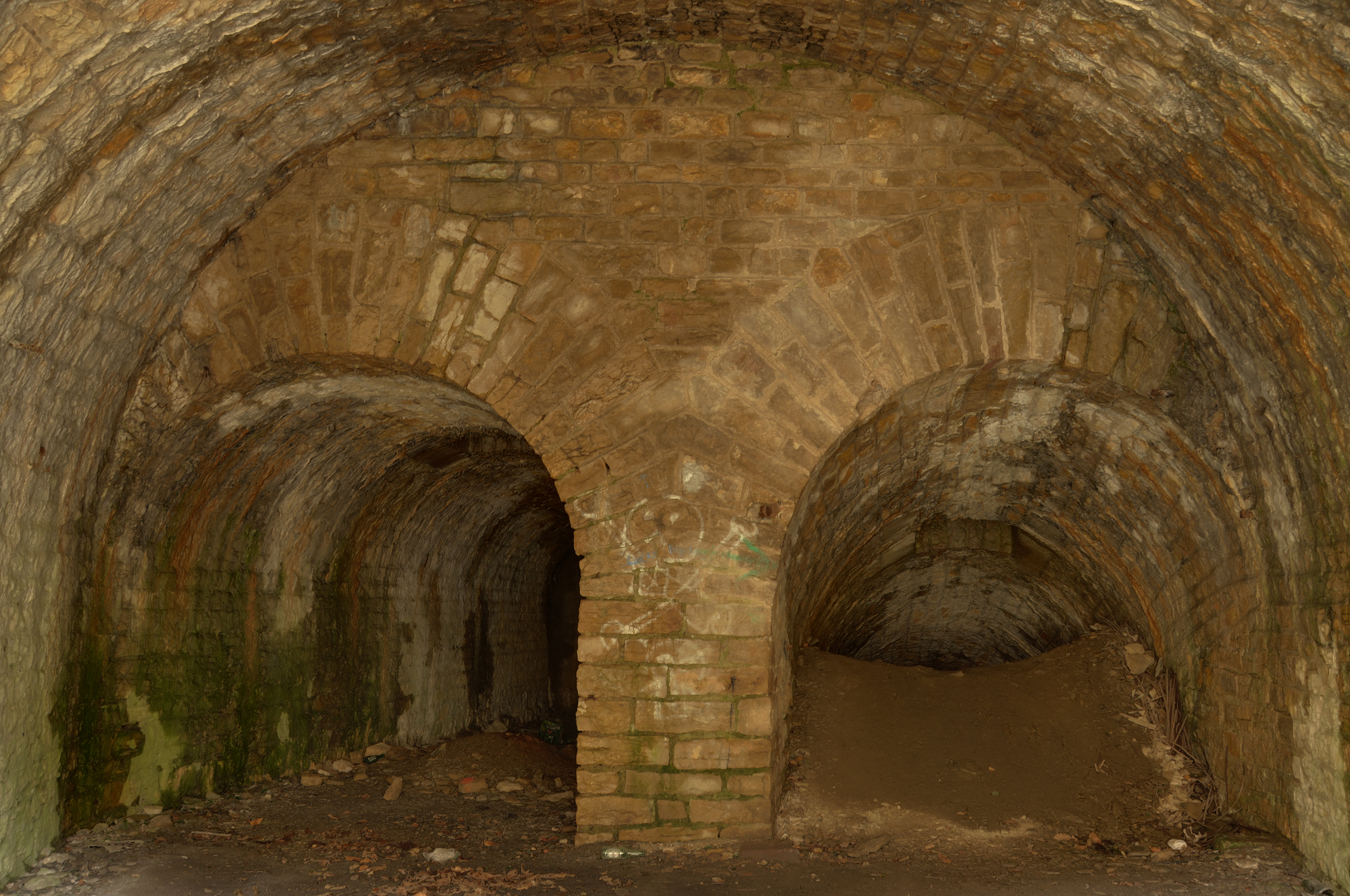
L'accès à la caponnière simple Ouest.

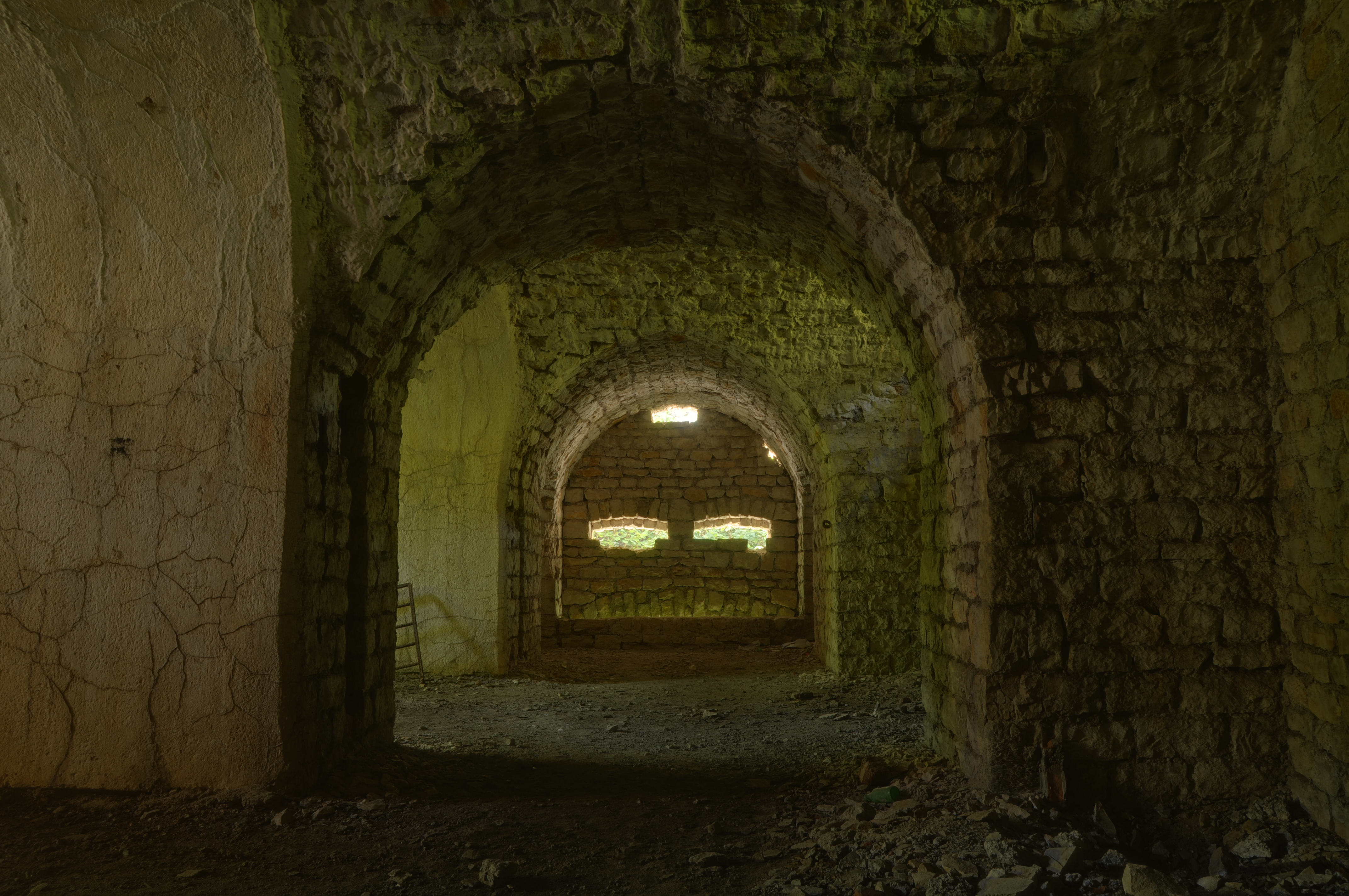
Dans la caponnière simple Ouest.
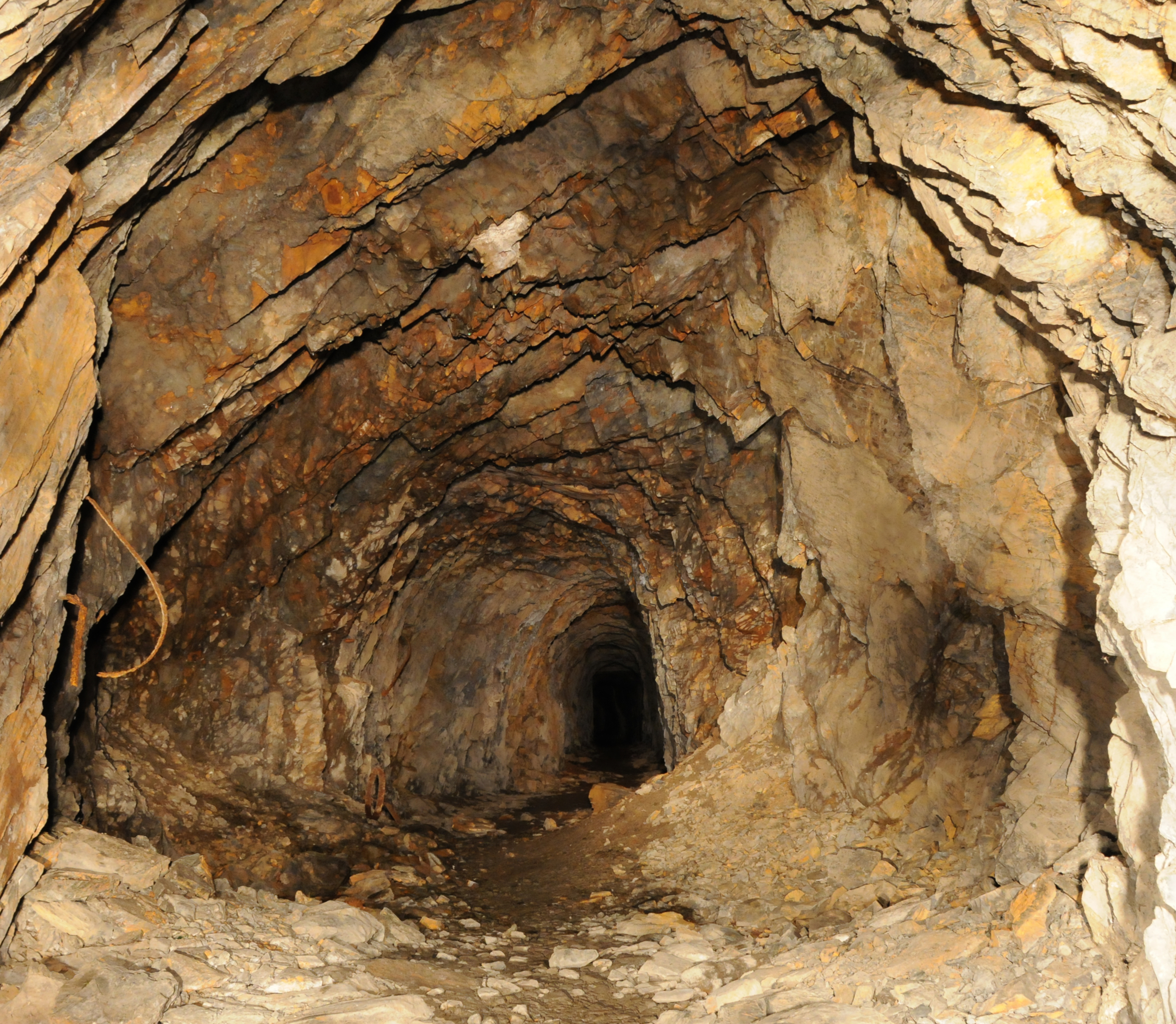
Dans la galerie sous roc reliant les accès aux caponnières.
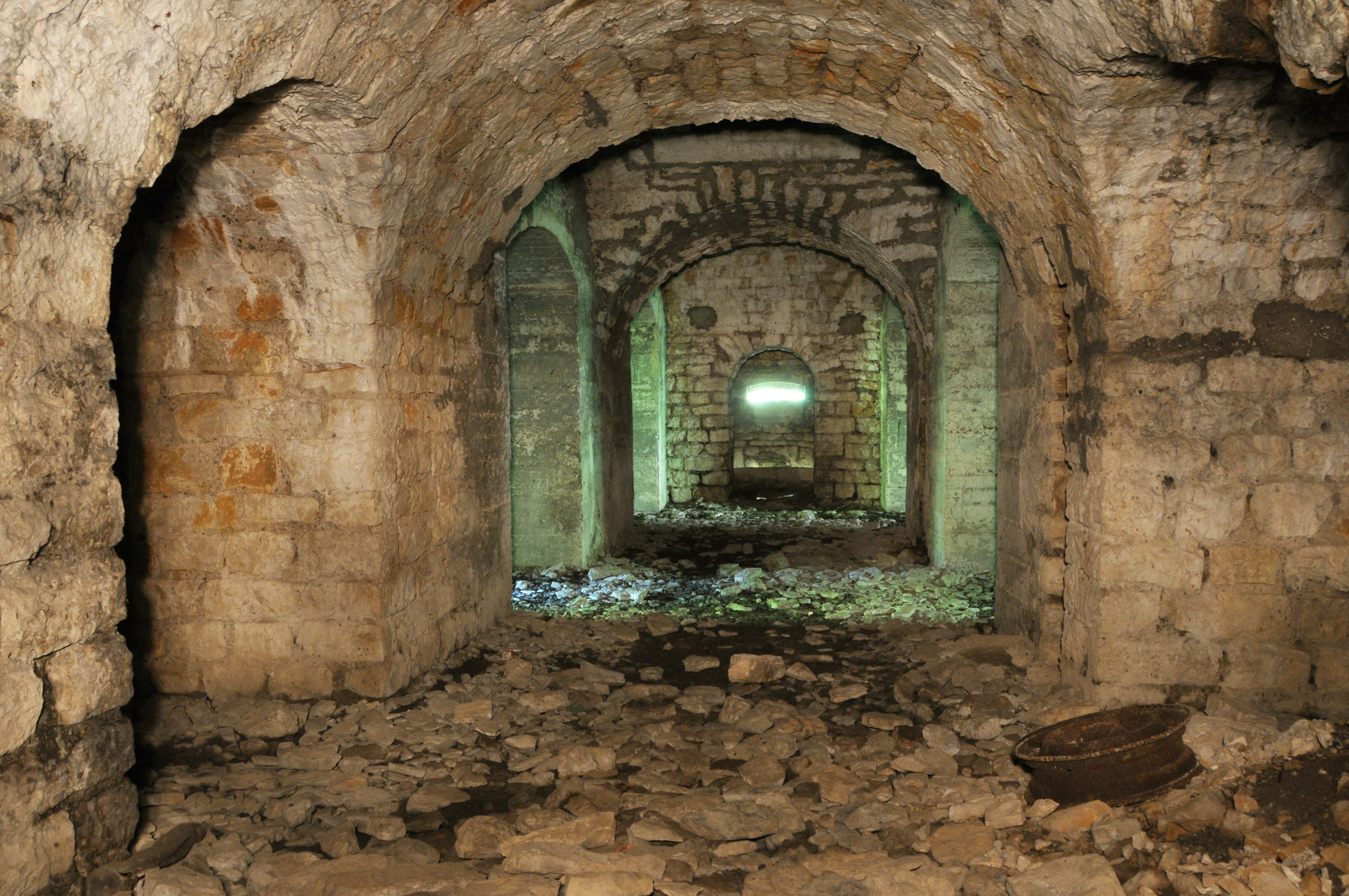
Dans la caponnière double Nord.
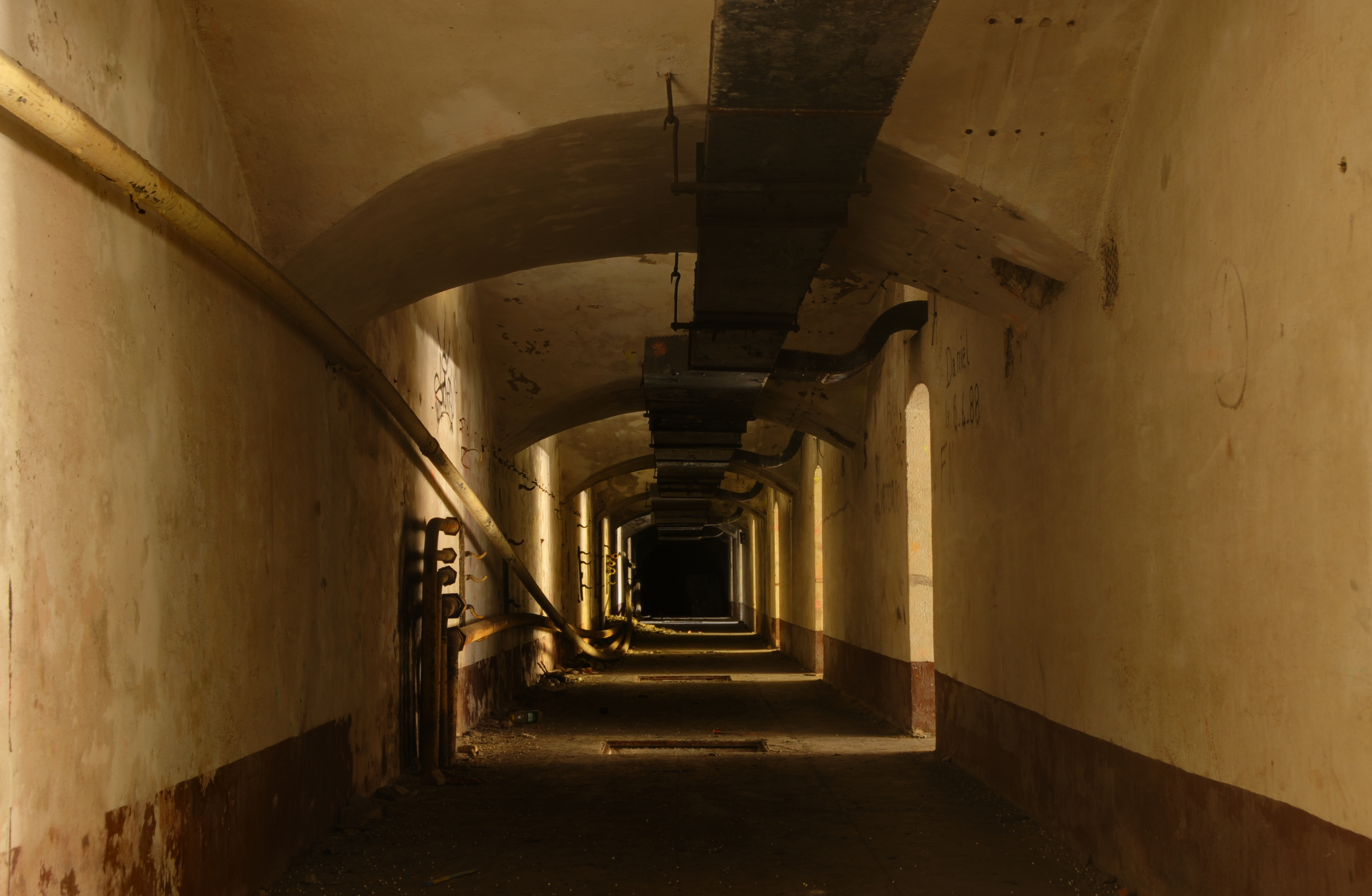
Dans le casernement principal. La partie métallique au-dessus du couloir est un conduit d'aération installé dans les années 1950 lors de la création de l'Ouvrage « G ».